# دوقية ناساو
دوقية نساو (Herzogtum Nassau) دولة الألمانية داخل اتحاد الراين وبعد ذلك في الاتحاد الألماني. كانت عائلة ناساو سلالتها الحاكمة، المنقرضة الآن في خط الذكور.

## الأصول
ظهرت نساو، في الأصل كونتية، على نهر لان الأدنى فيما هو اليوم ولاية راينلند بالاتينات. تأسست مدينة نساو في سنة 915م. روبرشت ابن دودو هاينريش كونت لاورنبورغ، الذي كان قد حكم نساو باعتبارها إقطاعية ممنوحة من قبل أسقفية فورمس، بنى قلعة نساو هنا حوالي العام 1125، مطلقاً على نفسه صفة «كونت نساو». ومع ذلك لم يعترف مطران فورمس بهذا اللقب حتى سنة 1159 في ظل حكم فالرام ابن روبرشت.
حكم آل نساو المنطقة ما بين تاونوس وفسترفالد عند لان الأدنى والأوسط. بحلول عام 1128، اكتسبوا وزارة أسقفية فورمس، التي لديها العديد من الحقوق في المنطقة، وخلقت بالتالي صلة بين موروثهم في لان الأدنى وممتلكاتهم بالقرب زيغن. بحلول منتصف القرن الثاني عشر، تعززت هذه العلاقة بالاستيلاء على أجزاء من مملكة هسن تورنغن الإقطاعية، وهما هربورنر مارك، وكالنبيرغر تسنت وبلاط هايماو (لونبيرغ). ترتبط ارتباطاً وثيقاً بهذا «فسترفالد»، والتي كان أيضا في حيازة نساو في هذا الوقت. في نهاية القرن الثاني عشر، حصلت العائلة أيضاً على رايشسهوف فيسبادن كقاعدة هامة في الجنوب الغرب.
بعد أن استحوذ كونتات نساو على أملاك فايلبورغ، تقاسم أبناء الكونت هاينريش الثاني في 1255 نساو لأول مرة. تلقت فالرام الثاني كونتية نساو فايلبورغ، في حين تولى شقيقه الأصغر، أوتو الأول كونتية نساو زيغن ونساو ديلنبورغ، من سنة 1328 فصاعدا، الأملاك شمال نهر لان. كان خط الحدود أساساً نهر لان، مع استلام اوتو للجزء الشمالي من الكونتية مع مدن زيغن، ديلنبورغ، هربورن وهايغر واحتفظ فالرام بالجزء الجنوبي من النهر بمدينتي فايلبورغ وإيدشتاين.

## معرض صور

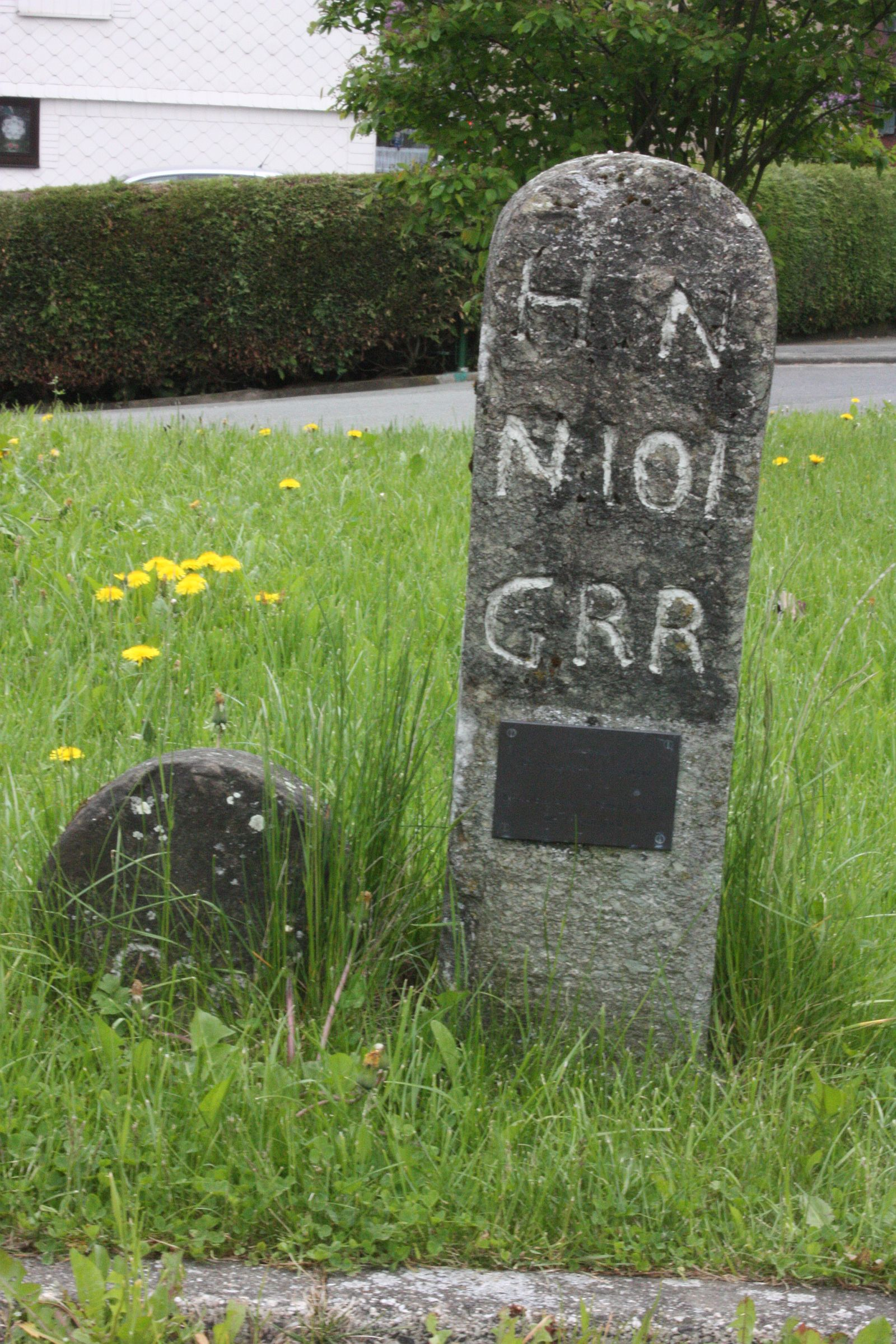
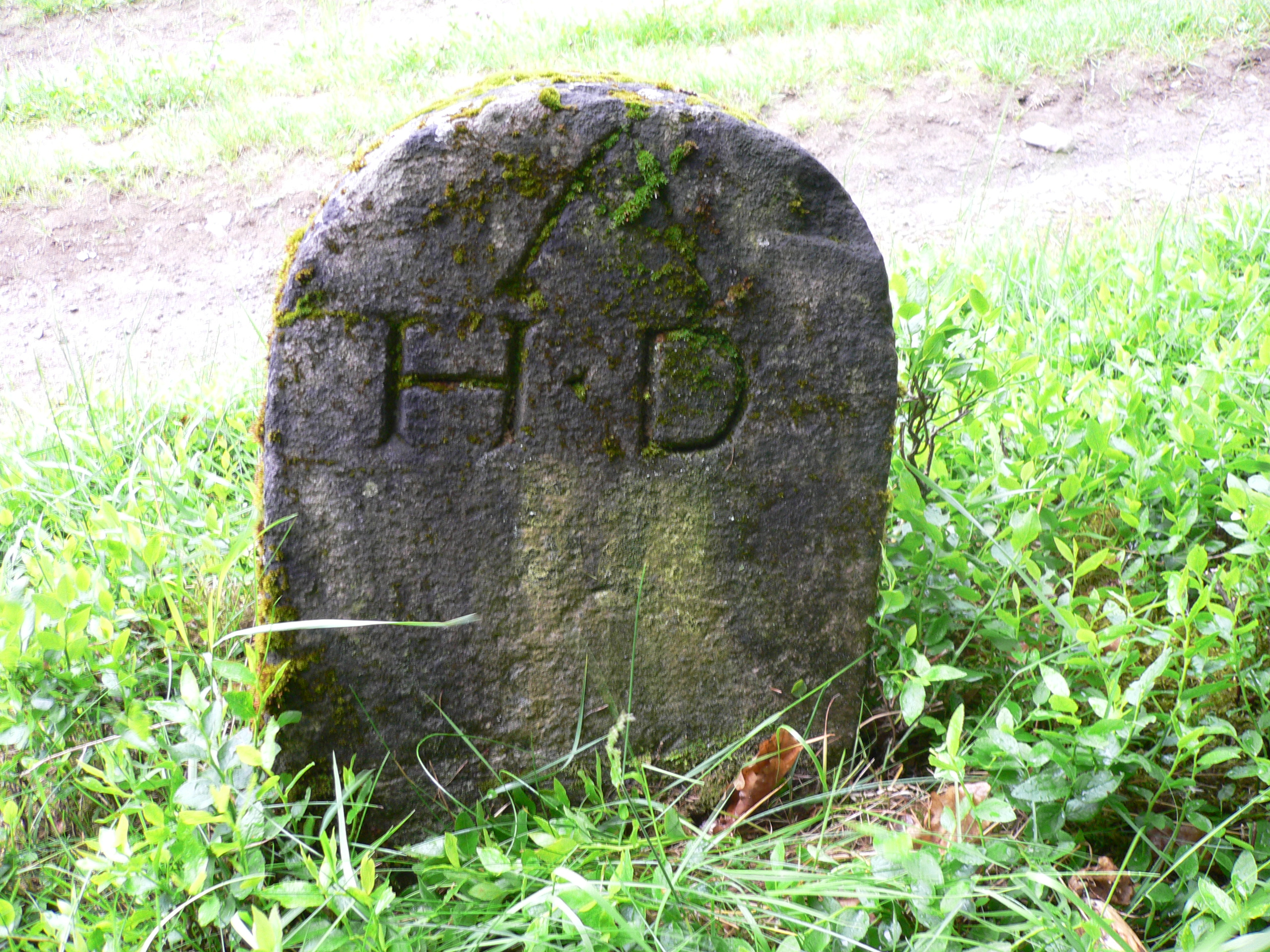
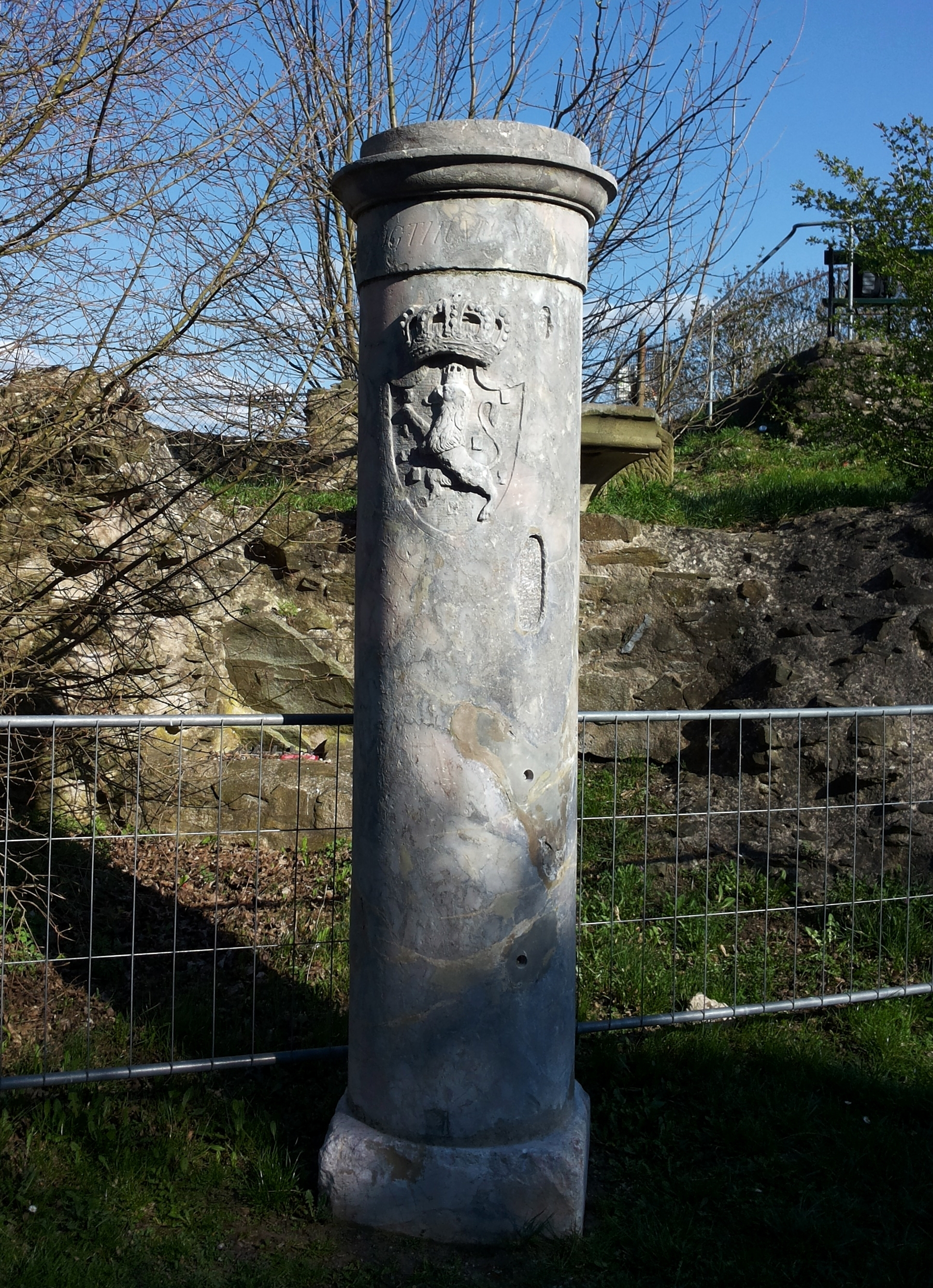
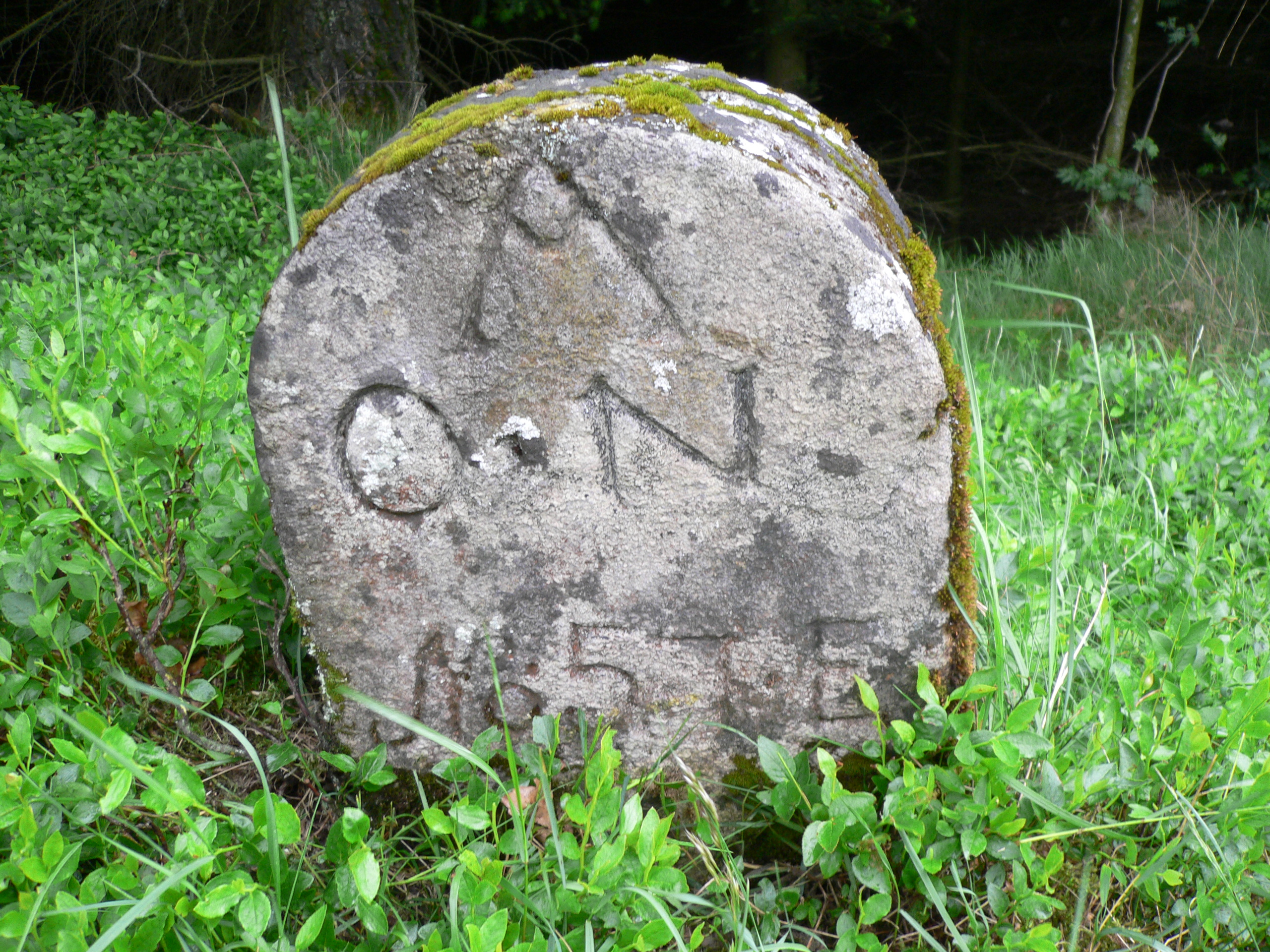